# Unterstützungskasse
Die Unterstützungskasse ist der älteste der fünf durch das Gesetz zur Verbesserung der betrieblichen Altersversorgung (BetrAVG) anerkannten Durchführungswege der betrieblichen Altersversorgung (bAV) in Deutschland.
Eine Unterstützungskasse ist gemäß § 1b Abs. 4 BetrAVG eine mit Sondervermögen ausgestattete, rechtsfähige Versorgungseinrichtung, die die Durchführung einer Versorgungszusage für einen Arbeitgeber organisiert und betriebliche Versorgungsleistungen für Arbeitnehmer, ehemalige Arbeitnehmer und gegebenenfalls deren Hinterbliebene in dessen Auftrag durchführt. Die Unterstützungskasse stellt stets ein eigenständiges, unabhängiges Rechts- und Steuersubjekt dar und kann in Form einer GmbH, eines eingetragenen Vereins oder einer Stiftung organisiert sein.
Da eine Unterstützungskasse auf ihre Leistungen keinen Rechtsanspruch gewährt, unterliegt sie nicht der Versicherungsaufsicht und ist in der Anlage ihres Vermögens „frei“. Bei pauschaldotierten Unterstützungskassen ist es ein übliches Modell, die Zuwendungen zum Aufbau der Versorgung beim Arbeitgeber (im Trägerunternehmen) frei zu investieren (Innenfinanzierung). Bei rückgedeckten Unterstützungskassen werden die vom Arbeitgeber zugesagten Versorgungen in der Regel vollständig (kongruent) durch Rückdeckungsversicherungen abgedeckt.

## Rechtsanspruch
Die Unterstützungskasse selbst gewährt keinen Rechtsanspruch auf die Versorgungsleistungen.
Faktisch ist dies für Versorgungsanwärter und Empfänger laufender Leistungen (Rentner) allerdings unbedeutend, da in § 1 Abs. 1 BetrAVG geregelt ist:
Der Arbeitgeber steht für die Erfüllung der von ihm zugesagten Leistungen auch dann ein, wenn die Durchführung nicht unmittelbar über ihn erfolgt (sogenannte Subsidiärhaftung).
Die Subsidiärhaftung gewährleistet also, dass Versorgungsanwärter und Empfänger laufender Leistungen in allen fünf Durchführungswegen, nicht nur in der Unterstützungskasse, letzten Endes stets einen Rechtsanspruch gegen den Arbeitgeber haben. So ist sichergestellt, dass das Unternehmen, welches das Versorgungsversprechen abgegeben hat, dafür einsteht und zwar auch dann, wenn – wie bei der Unterstützungskasse – ein Dritter die Durchführung der Versorgungszusage im Auftrag des Arbeitgebers übernimmt.

## Insolvenzschutz
Bei Insolvenz des Arbeitgebers (Trägerunternehmen) werden die Betriebsrenten für alle Arbeitnehmer, die unter das Gesetz zur Verbesserung der betrieblichen Altersversorgung (BetrAVG) fallen, durch den Pensions-Sicherungs-Verein (PSVaG) abgesichert (gem. §§ 7–15 BetrAVG).
Besonderheit bei kongruent rückgedeckten Unterstützungskassenzusagen (wenn die Versorgungszusage auf die Leistungen der Rückdeckungsversicherung verweist): Seit dem 1. Januar 2018 besteht bei Insolvenz des Trägerunternehmens für den Versorgungsanwärter gem. § 8 Absatz 3 BetrAVG ein Wahlrecht. Statt die Sicherung über den PSVaG durchführen zu lassen, darf der Versorgungsanwärter die Rückdeckungsversicherung übernehmen und diese privat mit Eigenbeiträgen fortführen. Die Übertragung erfolgt steuerfrei gemäß §3 Nr. 65 EStG (analog zur Direktversicherung).
Für Mitarbeiter, die nicht unter den Schutz des BetrAVG fallen (beispielsweise Gesellschafter-Geschäftsführer), können zur Sicherstellung des Insolvenzschutzes bei der Unterstützungskasse gesonderte Regelungen getroffen werden, so z. B. durch Verpfändung der Rückdeckungsversicherung an den Versorgungsanwärter bei rückgedeckten Unterstützungskassen.
Die Verpfändung der Rückdeckungsversicherung dient ebenfalls dem Schutz vor einer möglichen Insolvenz der Unterstützungskasse selbst. In der Praxis sehen einige rückgedeckte Unterstützungskassen deswegen grundsätzlich die Verpfändung für alle Rückdeckungsversicherungen vor.

## Arten der Unterstützungskasse
Zu unterscheiden ist die rückgedeckte Unterstützungskasse – auch versicherungsförmige Unterstützungskasse genannt – und die pauschaldotierte Unterstützungskasse – auch reservepolsterfinanzierte Unterstützungskasse genannt.

### Rückgedeckte Unterstützungskasse
Bei der rückgedeckten Unterstützungskasse werden die biometrischen Risiken der Versorgungszusage (vorzeitiger Versorgungsfall durch Invalidität oder Tod des Versorgungsanwärters) sowie das Renten- oder Alterskapitalversprechen in vollem Umfang (kongruente Rückdeckung) oder teilweise auf ein Versicherungsunternehmen ausgelagert (partielle Rückdeckung). Die partielle Rückdeckung erzeugt im Leistungsfall regelmäßig einen Nachfinanzierungsaufwand beim Arbeitgeber. Spätestens seit Einführung des Gesetzes zur Modernisierung des Bilanzrechts (Bilanzrechtsmodernisierungsgesetz, BilMoG) im Mai 2009 ist zu beobachten, dass die vollumfängliche Ausfinanzierung von Versorgungsverpflichtungen in den Vordergrund rückt und in der weitaus überwiegenden Zahl der Fälle kongruent rückgedeckte Unterstützungskassenzusagen eingerichtet werden.
Zur Finanzierung leistet der Arbeitgeber (Trägerunternehmen) freiwillige Zuwendungen (Dotierung) an die Unterstützungskasse. Zur Ausfinanzierung des für die Rückdeckungsversicherung bestimmten Teils der Zuwendungen leitet die Unterstützungskasse diese an ein Versicherungsunternehmen weiter, welches dann im Versorgungsfall die Auszahlung der Versorgungsleistungen übernimmt. Bei Eintritt des Versorgungsfalles sind versprochene Leistung und Leistung aus der Rückdeckungsversicherung deckungsgleich (kongruent).
Alleinstellungsmerkmal der kongruent rückgedeckten Unterstützungskasse im Konzert der Durchführungswege (i. Ü.: Pensionszusage, Direktversicherung, Pensionskasse und Pensionsfonds) ist, dass mit ihr Versorgungen oberhalb der Grenzen des § 3 Nr. 63 EStG steuerwirksam ausfinanziert werden können. Die Steuerbilanz wird nicht tangiert und selbst im Anhang der Handelsbilanz wird bei kongruenter Rückdeckung und Verpfändung der Rückdeckungsversicherung Bilanzneutralität erzeugt (Stichwort: „automatischer Nullausweis“).

### Pauschaldotierte Unterstützungskasse
Die pauschaldotierte Unterstützungskasse ist die ursprüngliche Form dieses Durchführungsweges. Bei der pauschaldotierten Unterstützungskasse baut das Trägerunternehmen keine volle Anwartschaftsfinanzierung auf, sondern bildet lediglich ein Reservepolster. Dieser Vorgang ist steuerlich begleitet. Die Höhe der steuerlich absetzbaren Zuwendungen richtet sich nicht nach versicherungsmathematischen Grundsätzen, sondern nach den Regelungen des § 4d Abs. 1 Satz 1 Nr. 1 Buchst. b EStG.
Ziel dieser Einschränkung im § 4d EStG ist unter anderem, steuerlich missbräuchliche Darlehensgewährungen als Finanzierungsinstrument seitens der Trägerunternehmen zu vermeiden. Ein Großteil zur vollständigen Ausfinanzierung soll deswegen erst dann erfolgen, wenn Versorgungsleistungen fällig werden.

## Steuerliche Betrachtung beim Arbeitgeber – die Zuwendungen als Betriebsausgabe
Der Arbeitgeber finanziert die von ihm zugesagte Versorgungsleistung über Zuwendungen an die Unterstützungskasse aus. Hierbei ist es das kaufmännische Ziel der Unternehmen, die Zuwendungen (Dotierungen) ebenfalls steuerlich als Betriebsausgaben ergebniswirksam ansetzen zu können.
In § 4d Einkommensteuergesetz (EStG) ist definiert, in welcher Höhe die Zuwendungen als Betriebsausgabe geltend gemacht werden dürfen. Dabei wird zwischen den beiden Arten der Unterstützungskasse unterschieden und der Begriff der Betriebsausgabe jeweils wie folgt definiert:

### Betriebsausgabe bei der rückgedeckten Unterstützungskasse
Bei der rückgedeckten Unterstützungskasse ist die Betriebsausgabe „…der Betrag des Beitrages, den die Kasse an einen Versicherer zahlt, soweit sie sich die Mittel für ihre Versorgungsleistungen, die der Leistungsanwärter oder Leistungsempfänger nach den Verhältnissen am Schluss des Wirtschaftsjahres der Zuwendung erhalten kann, durch Abschluss einer Versicherung verschafft. …“ (§ 4d Abs. 1 Satz 1 Nr. 1 Buchst. c EStG), sprich: der Beitrag zur Rückdeckungsversicherung ist in voller Höhe eine Betriebsausgabe.
Die Zahl der steuerlich zulässigen Tarifkonstruktionen in der Unterstützungskasse ist allerdings eingeschränkt. So führt zum Beispiel die Gewinnverwendungsart „verzinsliche Ansammlung“ in einem Rückdeckungstarif zum sogenannten „unzulässigen Kassenvermögen“, so dass diese Ausprägung in der Praxis nicht zum Einsatz kommt. Ebenfalls können nur solche fondsgebundenen Tarife verwendet werden, die von Beginn an eine Erlebensfallgarantie durch das Versicherungsunternehmen beinhalten (s. BMF-Schreiben vom 11. Dezember 1998, IV C 2-S2144c-4/98).
Wichtigster Punkt zur steuerlichen Anerkennung der Zuwendungen als Betriebsausgabe beim Trägerunternehmen ist allerdings, dass die Beiträge zur Ausfinanzierung der Zusage grundsätzlich in gleich bleibender oder steigender Höhe über die gesamte Laufzeit bis zum Pensionsalter vereinbart werden.
Einmalzahlungen in Form von Zuzahlungen in den Rückdeckungsversicherungsvertrag oder die Vereinbarung einer abgekürzten Beitragszahlung sind steuerlich nicht begleitet. Die Ausfinanzierung der in Aussicht gestellten Versorgungsleistung soll kontinuierlich über die gesamte Zeit zwischen Zusage und Versorgungsfall erfolgen. So soll verhindert werden, dass z. B. ein Aufwand vorgezogen wird, um die steuerliche Wirkung zu „optimieren“. Eine Ausnahme gemäß § 4d Abs. 1 Satz 1 Nr. 1 Buchst. c EStG bilden Einmalbeiträge, die für die Ausfinanzierung laufender Leistungen (sprich: für Betriebsrentner) geleistet werden.
Besonderheit: Bei kongruenter Rückdeckung erfolgt steuerlich eine periodengerechte und vollständige Anwartschaftsfinanzierung.

### Betriebsausgabe bei der pauschaldotierten Unterstützungskasse
Bei der pauschaldotierten Unterstützungskasse hingegen kann das Trägerunternehmen steuerlich begleitet keine vollständige Anwartschaftsfinanzierung aufbauen, sondern bildet lediglich ein „Reservepolster“. Hierbei sind die Zuwendungen zum steuerlich anerkannten Reservepolster (zulässiges Kassenvermögen) in der Anwartschaftsphase auf das Achtfache der sogenannten „möglichen Zuwendung“ nach § 4d Abs. 1 Satz 1 Nr. 1 Buchst. b EStG begrenzt.
Das bedeutet, dass Betriebsausgaben in der Anwartschaftsphase sowohl zeitlich nur in dem begrenzten Rahmen der ersten acht Jahre als auch der Höhe nach auf die im Nachfolgenden dargestellten Summen begrenzt stattfinden dürfen.
- Bei Rentenzusagen beträgt die mögliche Zuwendung 25 % der zugesagten Jahresrente. Das Achtfache hiervon entspricht 200 % der zugesagten Jahresrente, so dass bis zum Rentenbeginn in Summe maximal 2 Jahresrenten in das Reservepolster dotiert werden dürfen. Zum Rentenbeginn kann das Kassenvermögen dann abhängig vom Geschlecht und Alter des Leistungsempfängers gemäß der Tabelle Anlage 1 zum § 4d EStG erhöht werden. (Beispiel: Bei Rentenbeginn mit 67 können an die Unterstützungskasse zu den bereits im Kassenvemögen vorhanden 2 Jahresrenten laut Tabelle für eine Leistungsempfängerin weitere 10 Jahresrenten, für einen männlichen Leistungsempfänger weitere 11 Jahresrenten dotiert werden.)
- Bei Kapitalzusagen beträgt die mögliche Zuwendung 2,5 % des zugesagten Alterskapitals. Das Achtfache entspricht 20 % des zugesagten Kapitals und ist der maximale Dotierungsbetrag in das Reservepolster bis zur Fälligkeit der Leistung. Bei Fälligkeit der Zusage sind der Unterstützungskasse die fehlenden 80 % der zugesagten Leistung zuzuführen.

Die vollständige Ausfinanzierung kann also erst dann erfolgen, wenn Versorgungsleistungen fällig werden.
Bei beiden Unterstützungskassen-Arten sind ebenfalls die Zuwendungen in Form von Verwaltungskosten und -gebühren sowie die Beiträge an den PSVaG steuerlich anerkannte Betriebsausgaben. Unterstützungskassenversorgungen können in arbeitgeberfinanzierter Form, in arbeitnehmerfinanzierter Form (Entgeltumwandlung) oder durch eine Kombination aus beidem (Mischfinanzierung) ausfinanziert werden.
Im Unterschied zum oben Beschriebenen stellen im Durchführungsweg der Pensionszusage die Teilwerte die Betriebsausgabe dar, das ist der Betrag, der jährlich steuerlich anerkannt (nach § 6a EStG) zur Erhöhung der Rückstellung führt, und in den versicherungsförmigen Durchführungswegen (Direktversicherung, Pensionskasse und Pensionsfonds) stellen die Beiträge im Rahmen des § 3 Nr. 63 EStG die Betriebsausgaben dar.

## Steuerliche Betrachtung beim Arbeitnehmer
Während der Anwartschaftsphase (Phase bis zum Eintritt der Versorgung) fällt sowohl bei arbeitgeberfinanzierten als auch durch Entgeltumwandlung finanzierten Versorgungen keine Lohn- und Einkommensteuer an, da im steuerlichen Sinne kein Zufluss vorliegt (§ 11 EStG).
Die Sozialversicherungsfreiheit gilt bei Entgeltumwandlung bis zu einer Höhe von 4 % der Beitragsbemessungsgrenze in der gesetzlichen Rentenversicherung West (gemäß § 14 SGB IV). Arbeitgeberfinanzierte Versorgungen sind gänzlich frei von Sozialversicherungsbeiträgen.
Die späteren Versorgungsleistungen aus einer Unterstützungskasse werden wie „Brutto-Lohn“ behandelt und unterliegen als Einkünfte aus nichtselbständiger Arbeit gemäß § 19 Abs. 1 Nr. 2 EStG der nachgelagerten vollen Besteuerung.

## Portabilität
Bei einem Arbeitgeberwechsel kann der Kapitalwert, das sogenannte „Kassenvermögen“, aus der Unterstützungskasse nicht ohne weiteres auf andere Kassen übertragen werden, da dies steuerschädlich wäre. Allerdings ist dies möglich, wenn der neue Arbeitgeber Mitglied derselben Unterstützungskasse ist oder wird.
Ein Portabilitätsanspruch im Sinne des Betriebsrentengesetzes besteht nicht, da § 4 Abs. 3 Nr. 1 BetrAVG dies nur für die Durchführungswege des § 3 Nr. 63 EStG vorsieht und nicht für Pensionszusagen und Unterstützungskassenversorgungen.

## Steuerliche Betrachtung bei der Unterstützungskasse
Unterstützungskassen sind unter bestimmten Voraussetzungen von der Körperschaftsteuer befreit (§ 5 Abs. 1 Nr. 3 KStG i. V. m. § 3 KStDV) und werden wie eine soziale Einrichtung betrachtet. Ob eine Unterstützungskasse die Voraussetzungen zur Befreiung erfüllt, wird jedes Jahr erneut geprüft.
In der weitaus überwiegenden Zahl der Fälle streben Unterstützungskassen den Status einer sozialen Einrichtung und die damit verbundene Befreiung von der Körperschaftssteuer an, um zu gewährleisten, dass die Leistungen bei den Versorgungsempfängern – wo sie der vollen nachgelagerten Besteuerung nach § 19 EStG unterliegen – ohne Abzug von Körperschaftssteuer ankommen.